# Anders Jacobsen
Anders Jacobsen (Hønefoss, 17 de febrero de 1985) es un deportista noruego que compite en salto en esquí.
Participó en dos Juegos Olímpicos de Invierno, obteniendo una medalla de bronce en Vancouver 2010, en la prueba de trampolín grande por equipos (junto con Anders Bardal, Tom Hilde y Johan Remen Evensen), y el 6 lugar en Sochi 2014, en la misma prueba.
Ganó siete medallas en el Campeonato Mundial de Esquí Nórdico entre los años 2007 y 2015.

## Palmarés internacional
| Juegos Olímpicos   | Juegos Olímpicos          | Juegos Olímpicos  | Juegos Olímpicos |
| Año                | Lugar                     | Medalla           | Prueba           |
| ------------------ | ------------------------- | ----------------- | ---------------- |
| 2010               | Vancouver (Canadá)        | Medalla de bronce | TG por equipos   |
| Campeonato Mundial |                           |                   |                  |
| Año                | Lugar                     | Medalla           | Prueba           |
| 2007               | Sapporo (Japón)           | Medalla de plata  | TG por equipos   |
| 2009               | Liberec (República Checa) | Medalla de plata  | TG por equipos   |
| 2009               | Liberec (República Checa) | Medalla de bronce | TG individual    |
| 2011               | Oslo (Noruega)            | Medalla de plata  | TN por equipos   |
| 2011               | Oslo (Noruega)            | Medalla de plata  | TG por equipos   |
| 2013               | Val di Fiemme (Italia)    | Medalla de bronce | TG individual    |
| 2015               | Falun (Suecia)            | Medalla de oro    | TG por equipos   |